# Piar (Monagas)
Piar is een gemeente in de Venezolaanse staat Monagas. De gemeente telt 55.000 inwoners. De hoofdplaats is Aragua.